# Iweta Rajlich
Iweta Ida Rajlich z domu Radziewicz (ur. 16 marca 1981 w Warszawie) – polska szachistka, arcymistrzyni i mistrz międzynarodowy FIDE, wielokrotna mistrzyni Polski.

## Kariera szachowa

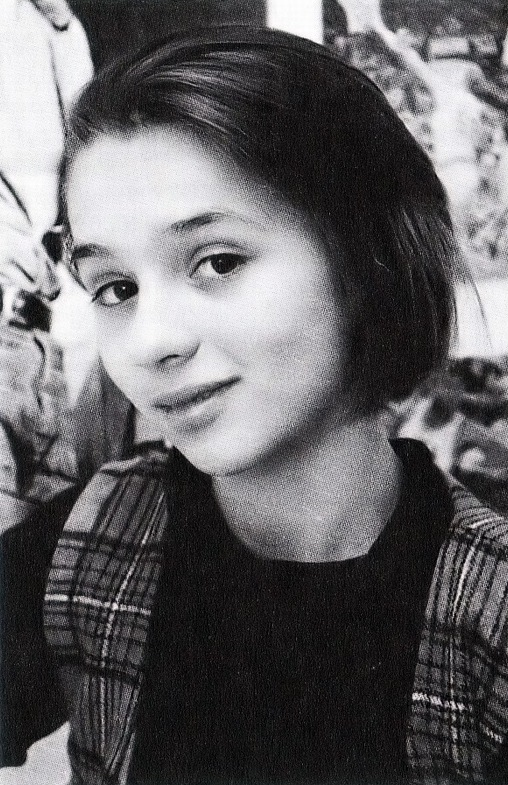
Iweta Radziewicz, 1993

W 1992 roku zdobyła tytuł mistrzyni świata juniorek w kategorii do 12 lat. Od tego czasu została polską "etatową" zdobywczynią medali w juniorskich rozgrywkach. W swoim dorobku ma pięć medali mistrzostw Europy (trzy tytuły mistrzyni Europy) oraz pięć złotych medali mistrzostw Polski. W 1994 roku, jako trzynastolatka, zdobyła tytuł mistrzyni Polski w kategorii do 20 lat. W 1998 roku z rankingiem FIDE 2420 punktów była drugą (za Antoanetą Stefanową) juniorką na świecie. W tymże roku zdobyła tytuł wicemistrzyni świata juniorek do 20 lat oraz została najmłodszą (w wieku 17 lat) polską arcymistrzynią. W roku 2000 awansowała do ćwierfinału mistrzostw Europy kobiet (rozgrywanych systemem pucharowym) w Batumi, zajmując ostatecznie dzielone V-VIII miejsce.
Sześciokrotnie awansowała do finałów mistrzostw świata kobiet (2001, 2004, 2006, 2008, 2010, 2012). Siedmiokrotnie (w latach 1999, 2000, 2002, 2005, 2007, 2009, 2012) zdobywała tytuły mistrzyni Polski, w 2004 i 2010 – tytuły wicemistrzyni, natomiast w 2015 – medal brązowy.
W swoim dorobku posiada trzy złote medale drużynowych mistrzostw Polski (w drużynie KS Stilon Gorzów Wielkopolski) oraz dwa srebrne i jeden brązowy (w barwach KSz Polfa Grodzisk Mazowiecki). W 2007 r. była najlepszą polską zawodniczką rozegranych w Dreźnie indywidualnych mistrzostw Europy (zajmując w klasyfikacji generalnej VI miejsce). W 2012 r. zwyciężyła w cyklicznym turnieju First Saturday w Budapeszcie, wypełniając pierwszą normę na męski tytuł arcymistrza. W 2015 r. podzieliła I m. (wspólnie z Szidónią Vajdą i Tícią Garą) w turnieju International Women Spring Chess Festival w Budapeszcie.
Wielokrotnie reprezentowała Polskę w rozgrywkach drużynowych, m.in.:
- siedmiokrotnie na olimpiadach szachowych (w latach 1998, 2000, 2002, 2004, 2006, 2008, 2012); medalistka: wspólnie z drużyną – brązowa (2002)[7],
- dwukrotnie na drużynowych mistrzostwach świata (w latach 2007, 2009)[8],
- siedmiokrotnie na drużynowych mistrzostwach Europy (w latach 1999, 2001, 2003, 2005, 2007, 2009, 2013); pięciokrotna medalistka: wspólnie z drużyną – złota (2005), srebrna (2007) i brązowa (2013) oraz indywidualnie – srebrna (2007 – na II szachownicy) i brązowa (2007 – za wynik rankingowy)[9].

Oprócz tytułu arcymistrzyni, jako jedna z niewielu Polek, posiada również męski tytuł mistrza międzynarodowego.
Najwyższy ranking w dotychczasowej karierze osiągnęła 1 września 2009 r., z wynikiem 2465 punktów zajmowała wówczas 30. miejsce na światowej liście FIDE, jednocześnie zajmując 2. miejsce (za Moniką Soćko) wśród polskich szachistek.

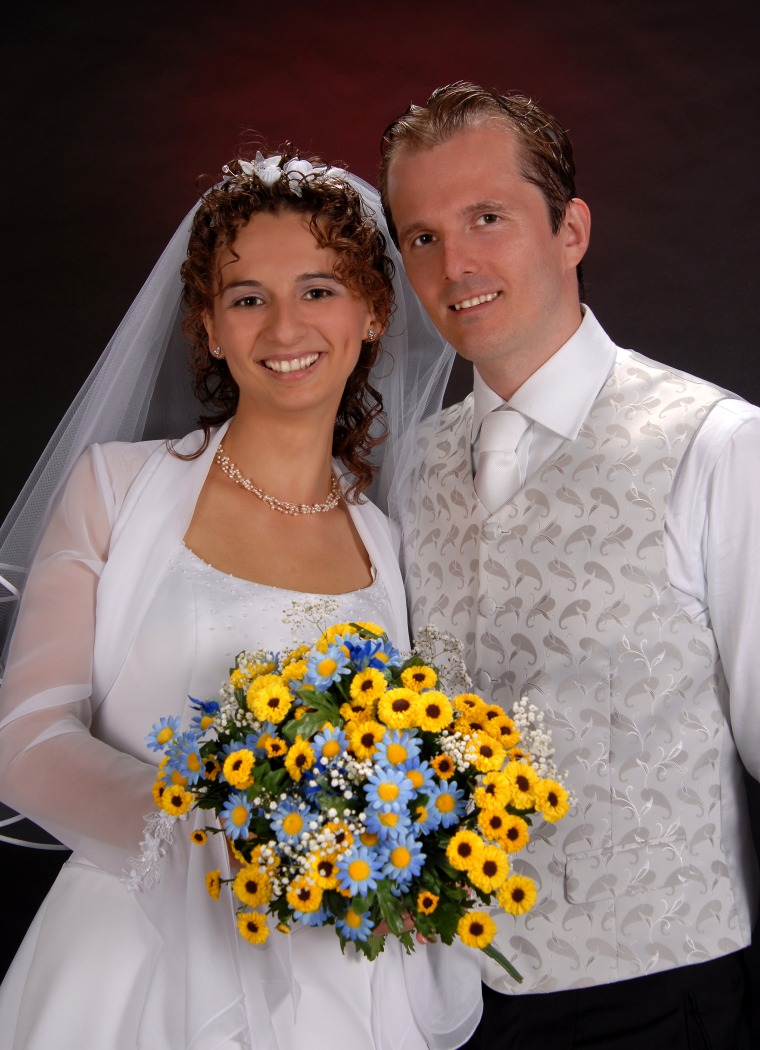
Zdjęcie ślubne

## Życie prywatne
Iweta Radziewicz 19 sierpnia 2006 r. wyszła za mąż za Vasika Rajlicha, mistrza międzynarodowego, autora szachowego programu Rybka (Radziewicz współpracowała przy jego rozwoju programu jako tester). Ceremonia zaślubin odbyła się w Piasecznie. Para ma dwóch synów. Od kwietnia 2011 r. rodzina Rajlichów mieszka w Budapeszcie.
W tygodniku Najwyższy CZAS! prowadziła cotygodniową rubrykę Czarny Koń.